# 종교자유정책연구원
종교자유정책연구원은 종교의 자유라는 인권의 실현, 정교분리의 가이드라인 정립, 또 시민사회 연대활동의 활성화를 목적으로 설립된 연구기관이다.
이 연구원의 대표는 류상태 전대광고 교목실장이다. 
주요 활동분야는 인권보호활동, 정교분리의 가이드라인 성안활동, 연구 및 조사활동, 시민사회 연대활동이다.
현 울산대 법철학 교수로 있는 이정훈 교수는 이 단체 출신으로 현 류상태 원장은 이정훈 교수에게 공식사과를 요구하였다.